# Долле, Жан
Жан Долле (фр. Jean Daullé; 18 мая 1703, Абвиль — 23 апреля 1763, Париж) — французский рисовальщик и гравёр академического направления. Мастер репродукционной гравюры.

## Биография
Жан был сыном ювелира Жана Долле и Анны Деннель. В возрасте четырнадцати лет Жан Долле Младший получил образование у гравёра Робара, монаха монастыря Сен-Пьер д’Абвиль.
Приехав в Париж, он поступил в мастерскую Робера Эке, который, как и он, был родом из Пикардии. В 1735 году благодаря гравированному портрету графини Фекьер его творчество было замечено гравёром Пьером-Жаном Мариеттом, который рекомендовал художника другим заказчикам. Затем Жан Долле сблизился с живописцем Гиацинтом Риго, с которым он оставался другом и который намеревался сделать его своим постоянным гравёром.
30 июня 1742 года Долле был принят в Королевскую академию живописи и скульптуры и подарил своему другу гравюру «Гиацинт Риго, пишущий портрет жены», по одноименной картине живописца.
Получив звание «гравёра короля» (graveur du roi), Долле обучил искусству гравюры будущего парижского издателя и торговца печатной продукцией Пьера-Франсуа Базана, а также Иоганна-Георга Вилле.
Около 1745 года он женился на Габриэль-Энн Ландри, с которой у него было пятеро детей. Художник скончался в своём доме, расположенном на набережной Гран-Огюстен в Париже.

## Галерея

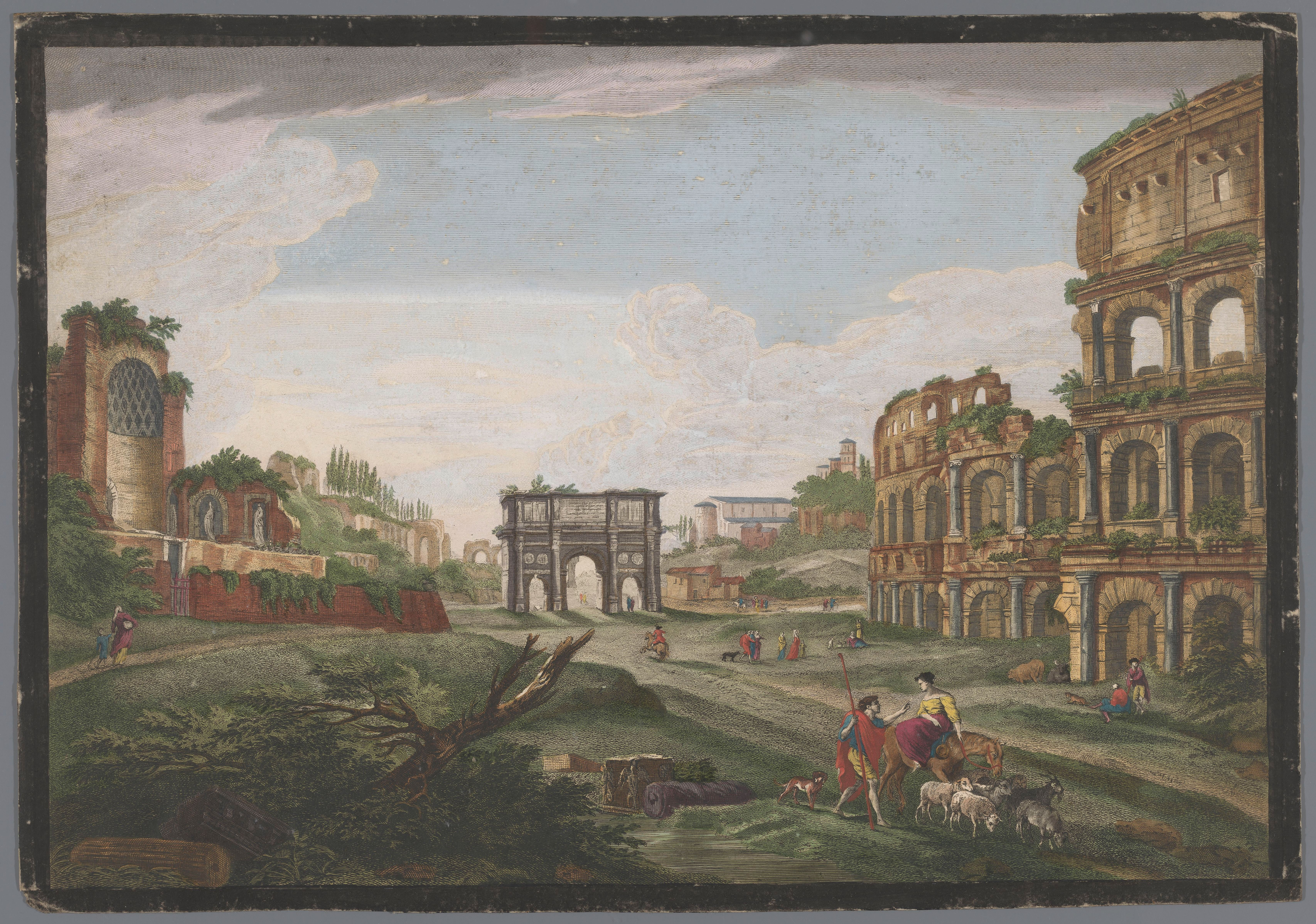
Вид на руины арки Константина и Колизея в Риме. 1759. Офорт, раскраска акварелью. Рийксмюсеум, Амстердам
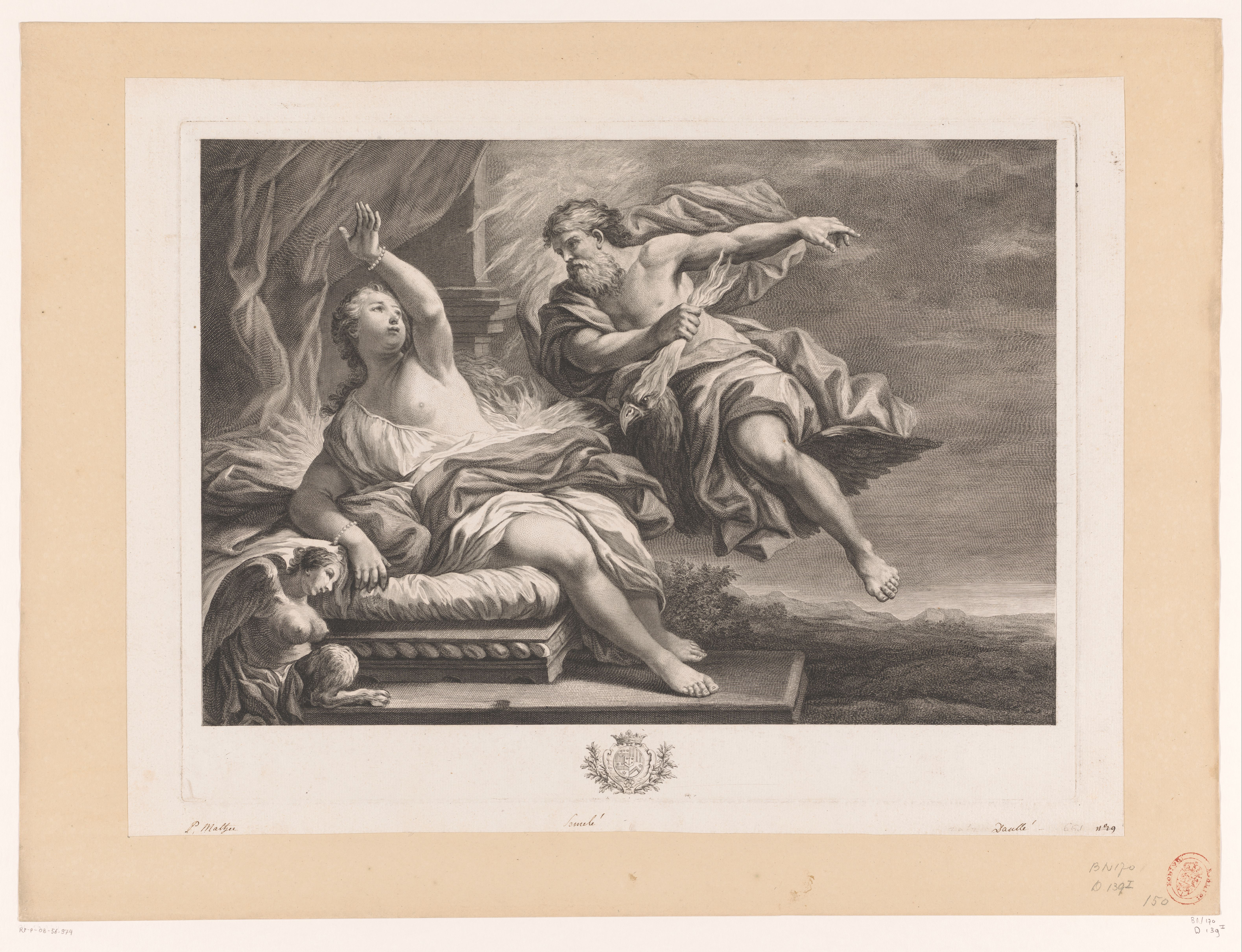
Юпитер и Семела. По оригиналу П. де Маттейса. 1762. Офорт
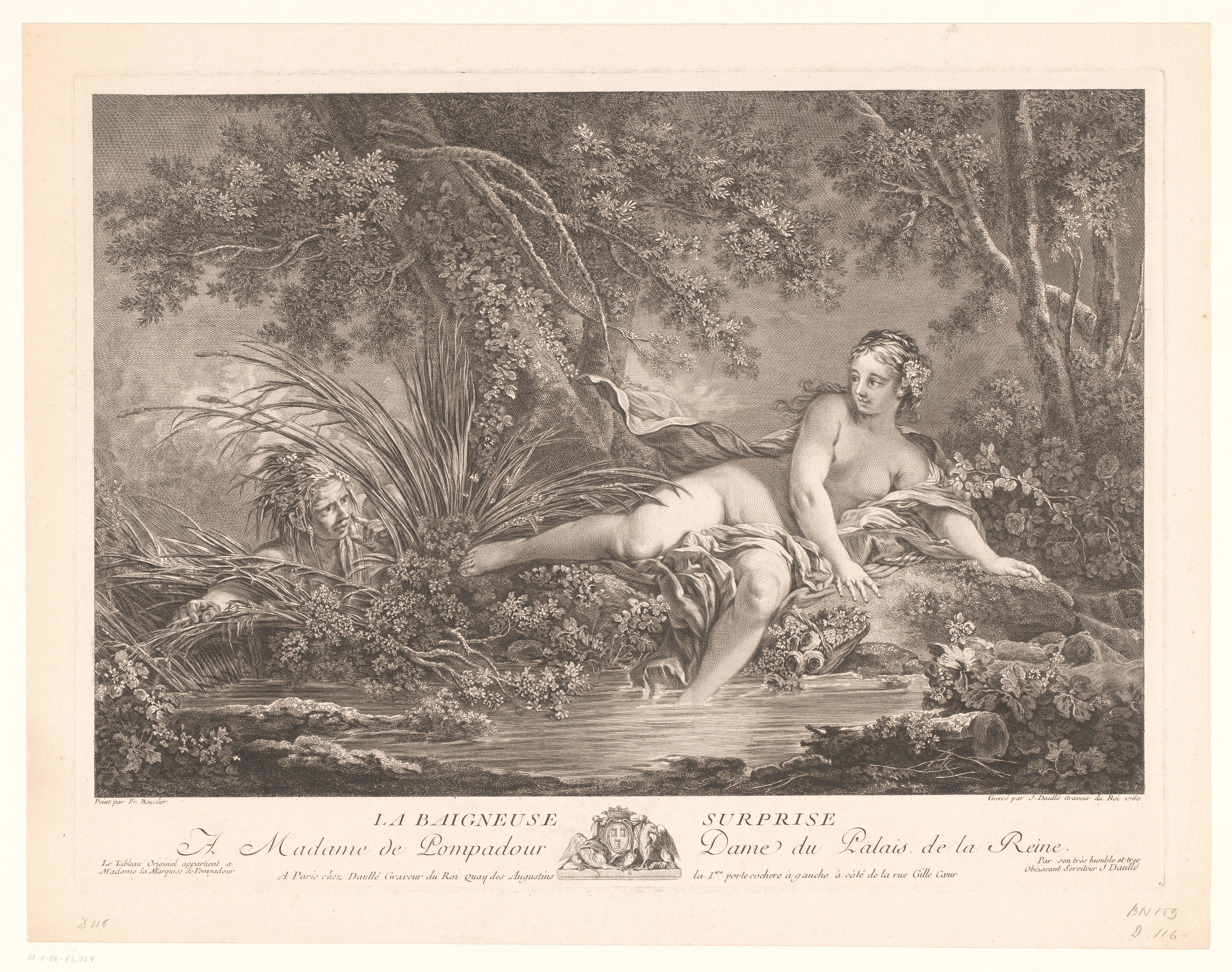
Подглядывающий купальщик у пруда. 1760. По оригиналу Ф. Буше. Офорт
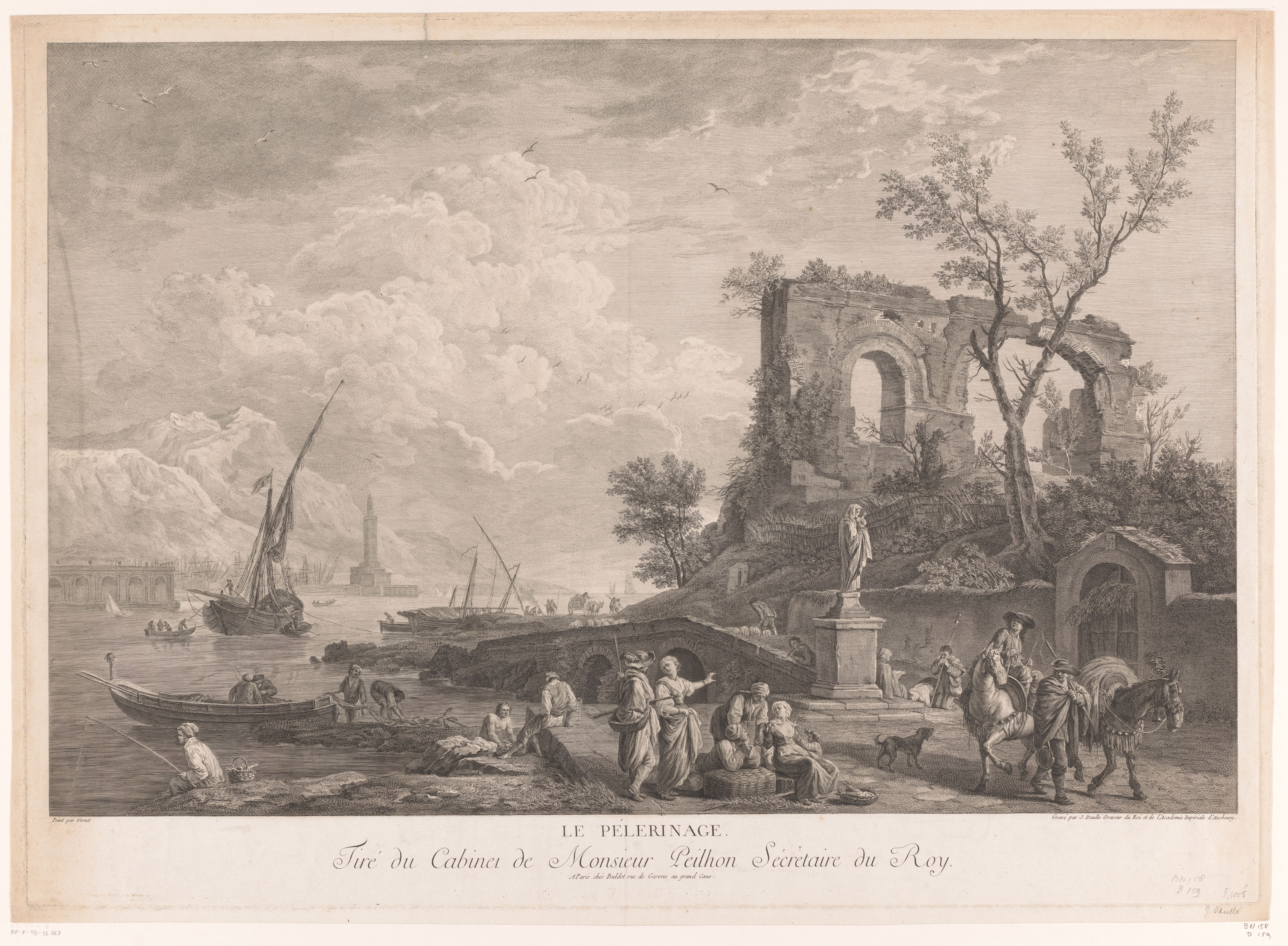
Гавань с руинами и паломниками. По оригиналу К.-Ж. Верне. 1760. Офорт
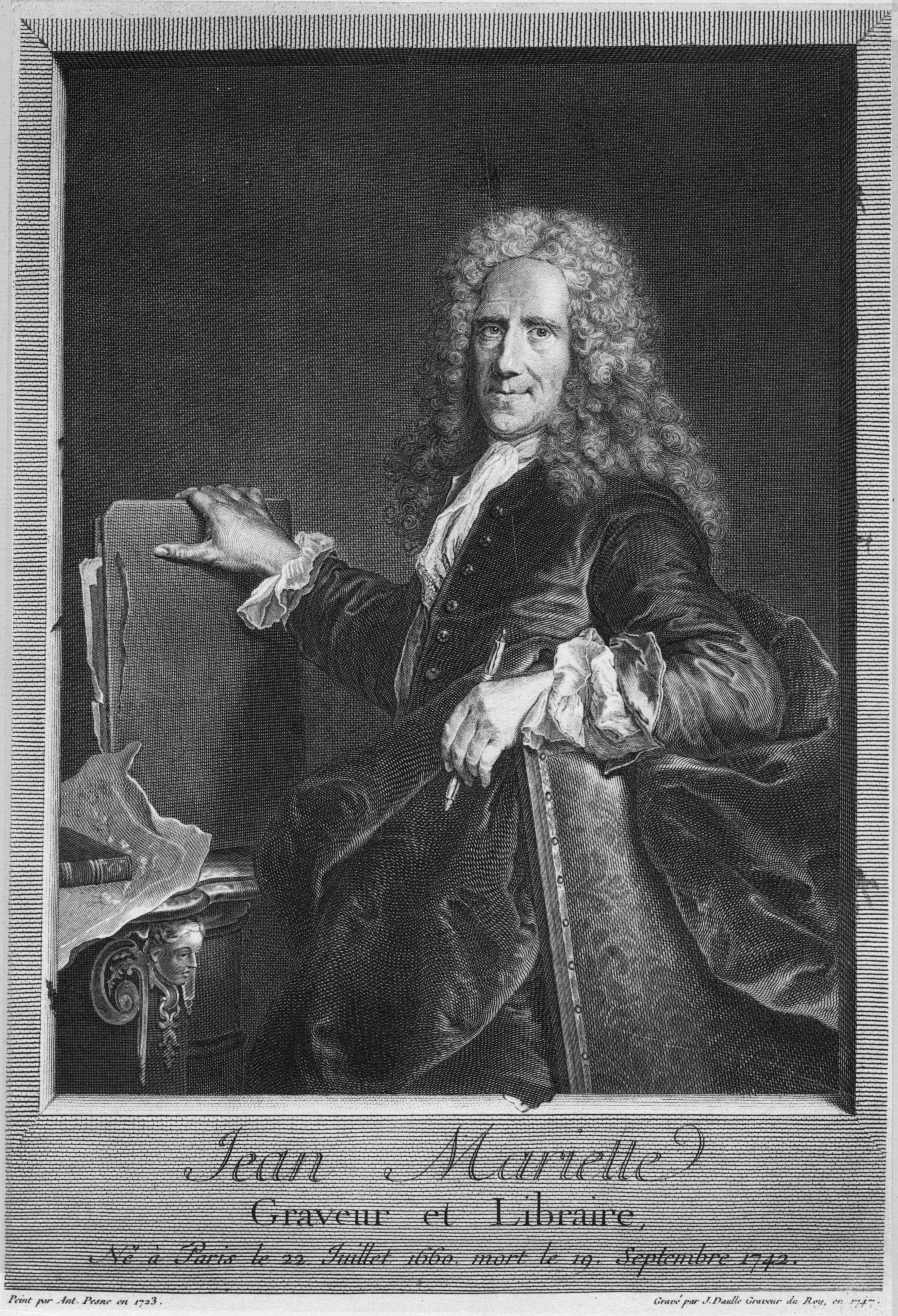
Портрет архитектора Жана Мариетта. По оригиналу А. Пэна. 1747. Офорт
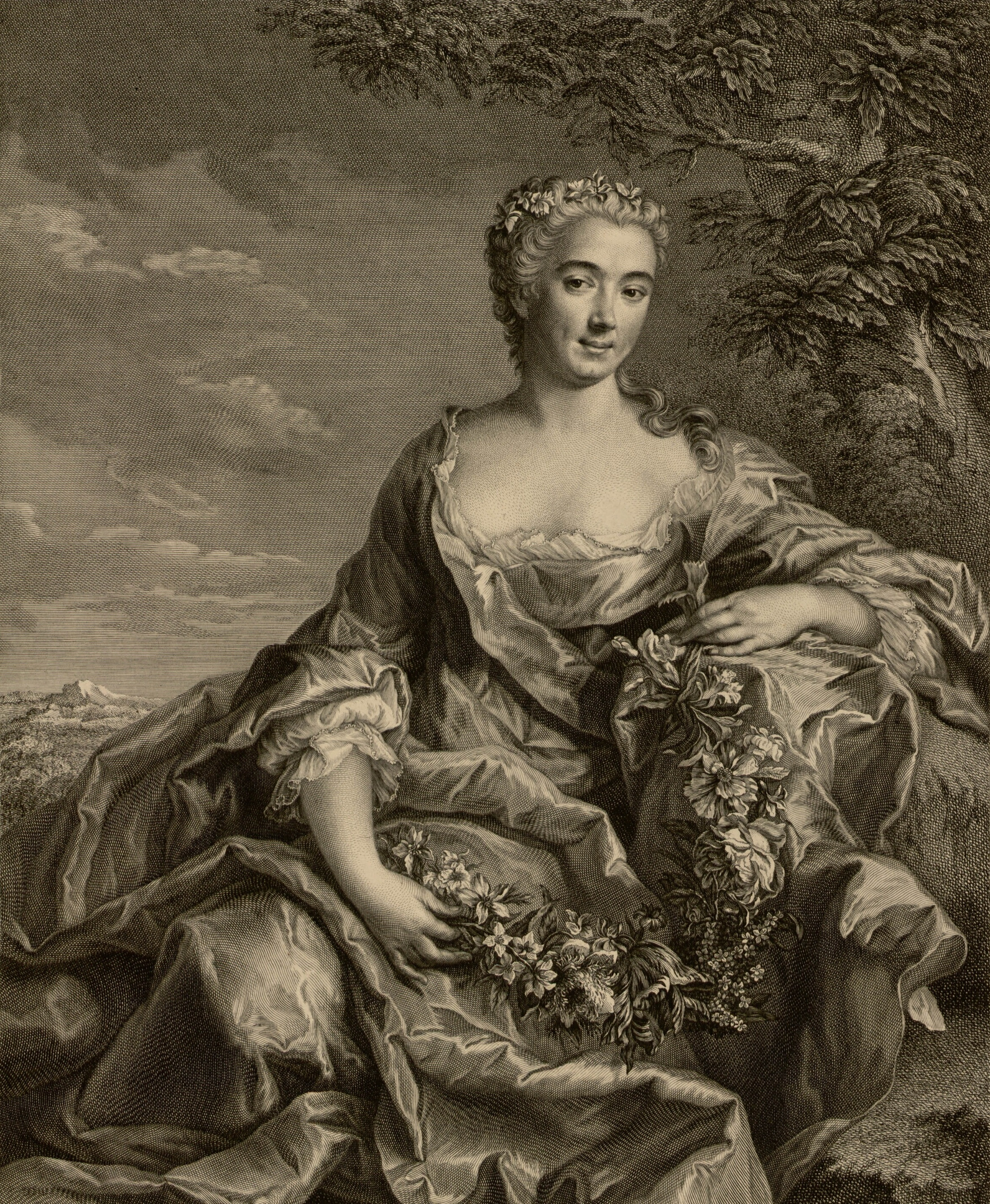
Мари Пелисье. По оригиналу Ю. Друэ. Офорт
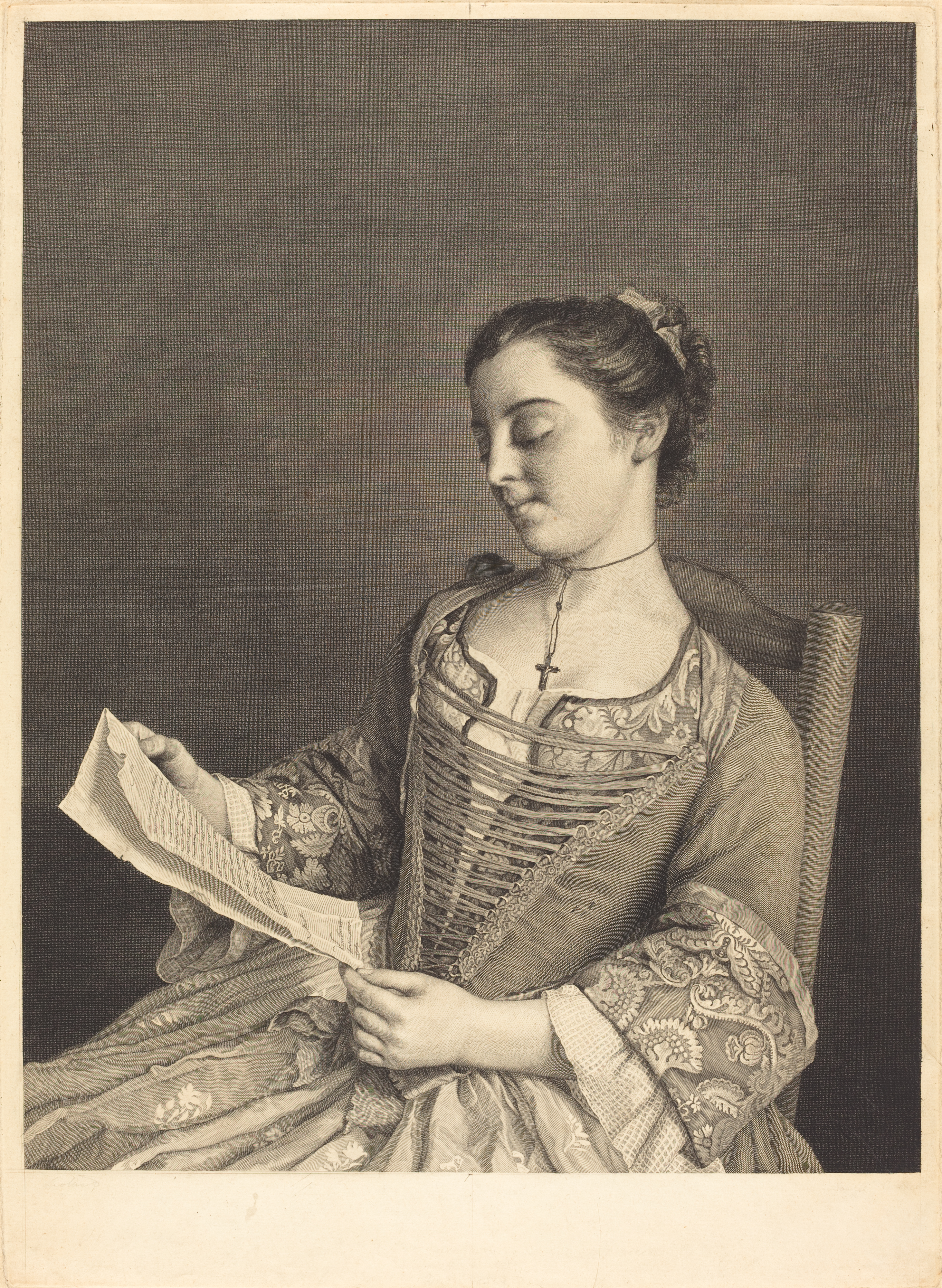
Мадемуазель. Лавернь. По оригиналу Ж.-Э. Лиотара. Офорт, резец